# Heriberto Velandia
Heriberto Velandia (Barranquilla, Colombia; 8 de abril de 1984) es un exfutbolista colombiano. Jugaba como defensa y se retiró en Llaneros de Colombia.

## Clubes
| Club                   | País      | Año         |
| ---------------------- | --------- | ----------- |
| Independiente Medellín | Colombia  | 2002 - 2007 |
| Monagas                | Venezuela | 2007        |
| América de Cali        | Colombia  | 2008        |
| Águilas Doradas        | Colombia  | 2010        |
| Academia               | Colombia  | 2011 - 2012 |
| Llaneros               | Colombia  | 2012        |

## Palmarés

### Campeonatos nacionales
| Título              | Club                   | País     | Año  |
| ------------------- | ---------------------- | -------- | ---- |
| Torneo Finalización | Independiente Medellín | Colombia | 2002 |
| Torneo Apertura     | Independiente Medellín | Colombia | 2004 |
| Torneo Finalización | América de Cali        | Colombia | 2008 |
| Primera B           | Águilas Doradas        | Colombia | 2010 |